# Ekari
Ekari, także: Ekagi, Kapauku, Me, Me Mana, Tapiro, Simori – lud papuaski z indonezyjskiej prowincji Papua, zamieszkujący rejon trzech jezior: Paniai, Tage i Tigi. Ich populacja wynosi ok. 110 tys. osób.
Zajmują się rolnictwem (pochrzyn, taro, banany, trzcina cukrowa, maniok, tytoń). Ważnym źródłem utrzymania jest uprawa słodkich ziemniaków. Pewną rolę odgrywają także łowiectwo i rybołówstwo. Prowadzą hodowlę świń, które mają duże znaczenie społeczne, jako źródło dochodu i bogactwa. Do połowy lat 50. XX w. nie znali metalu, tkactwa ani garncarstwa. Historycznie przez terytorium Ekari przebiegała istotna sieć handlu międzyplemiennego (łącząca południowe wybrzeże Nowej Gwinei z wnętrzem wyspy), wskutek czego mieszkańcy regionu utrzymywali kontakty z innymi grupami ludności.
Od I poł. XX w. działalność w regionie prowadzili misjonarze katoliccy i protestanccy. Pierwszy kontakt Ekari z Europejczykami miał miejsce w 1938 r. Część Ekari wyznaje protestantyzm. Niemniej występuje silny wpływ wierzeń tradycyjnych.
Posługują się własnym językiem ekari, zapisywanym alfabetem łacińskim. Między poszczególnymi grupami istnieją znaczne różnice dialektalne, co jest spowodowane historyczną izolacją osad Ekari.
Na tle ludów papuaskich wyróżniają się niskim wzrostem. Sami określają się jako Me („ludzie”). Spotykana w literaturze nazwa Kapauku znaczy dosłownie „ludność z głębi lądu” (określenie z języka kamoro) bądź „ludożercy”. Terminem Ekari posługuje się pobliski lud Moni.
Organizacja społeczna opiera się na totemicznych rodach patrylinearnych. Małżeństwo ma charakter patrylokalny; praktykuje się poligynię.